# فلوسي وونغ ستول
فلوسي وونغ ستول (بالإنجليزية: Flossie Wong-Staal)‏ (مولودة في 27 أغسطس 1947)، وونغ يي تشنغ قبل الزواج (بالصينية: 黄以静، وفي نظام بينيين: Huáng Yǐjìng): هي عالمة فيروسات وأحياء جزيئية. كانت أول عالمة تستنسخ فيروس العوز المناعي البشري وتحدد وظائف جيناته، ما شكل نقلة نوعية في إثبات أن فيروس العوز المناعي مسبب الإيدز. شغلت منذ عام 1990 حتى 2002 كرسي فلورنس ريفورد لأبحاث الإيدز في جامعة كاليفورنيا، سان دييغو. كانت شريكة مؤسسة، وبعد تقاعدها أصبحت رئيسة تنفيذية علمية لشركة أدوية أميوسل، التي أعيدت تسميتها إلى آي ثيركس في 2007 عندما انتقلت إلى شركة تطوير أدوية تركز على التهاب الكبد الوبائي سي، حيث بقيت رئيسة تنفيذية علمية. 

## تعليمها
تركت هونغ كونغ وهي في سن 18 للالتحاق بجامعة كاليفورنيا، لوس أنجلوس حيث نوت أن تدرس بكالوريوس علم الجراثيم. حصلت على مرتبة الامتياز في ثلاث سنوات فحسب. وحين حصلت على درجة البكالوريوس، سعت للحصول على الدكتوراه في الأحياء الجزيئية من جامعة كاليفورنيا، لوس أنجلوس في عام 1972. عملت في مرحلة ما بعد الدكتوراه في جامعة كاليفورنيا، سان دييغو، حيث أرادت أن تواصل بحوثها.

## استنساخ فيروس العوز المناعي البشري
أجرت وونغ ستول أبحاث ما بعد الدكتوراه في جامعة كاليفورنيا، سان دييغو، بعد تحصيلها على الدكتوراه في عام 1972. استمرت في عمل ما بعد الدكتوراه حتى عام 1973، حين انتقلت إلى بيثيسدا، ماريلاند، للعمل مع روبرت غالو في المعهد الوطني للسرطان (إن سي آي). بدأت وونغ ستول في المعهد بحثها في الفيروسات الراجعة. حددت وونغ ستول وغالو وفريقها في المعهد الوطني للسرطان في عام 1983 أن فيروس العوز المناعي البشري يسبب الإيدز، بالتزامن مع لوك مونتانييه. أصبحت وونغ ستول بعد عامين أول أول باحثة تستنسخ فيروس العوز المناعي البشري. وأكملت رسم الخارطة الجينية للفيروس التي مهدّت الطريق لتطوير اختبارات له. أدى هذا إلى أول خارطة جينية للفيروس؛ ما ساعد على تطوير اختبارات دموية لفيروس العوز المناعي البشري.

## إنجازاتها
عُيّنت في عام 1994 رئيسة لمركز أبحاث الإيدز حديث الإنشاء التابع لجامعة كاليفورنيا، سان دييغو. واختيرت وونغ ستول في نفس السنة لمعهد طب الأكاديميات الوطنية للولايات المتحدة.
تقاعدت وونغ ستول في عام 2002 من جامعة كاليفورنيا، سان دييغو، وتحمل الآن -فخريًّا- لقب آخر منصب وصلت إليه. انضمت بعد ذلك إلى شركة إميوسل التي شاركت في تأسيسها حين كانت رئيسة تنفيذية علمية في جامعة كاليفورنيا، سان دييغو. إيمانًا منها بالحاجة  الملحة لتطوير أدوية لالتهاب الكبد الوبائي سي (إتش سي في)، حوّلت تركيز إميوسل إلى معالجة التهاب الكبد الوبائي سي، وغيرت اسم الشركة إلى آي ثيركس للمواد الصيدلانية؛ تأكيدًا على ذلك. عدّت مجلة ديسكفر وونغ ستول في نفس السنة واحدةً من أكثر خمسين امرأة عالمة استثنائية. ما تزال وونغ ستول أستاذة أبحاث في الطب في جامعة كاليفورنيا، سان دييغو.
أعلنت صحيفة ديلي تلغراف د. وونغ ستول في عام 2007 في المرتبة #32 بين «أكثر 100 عبقري معاصر». 
أطلق معهد المعلومات العلمية على وونغ ستول لقب العالمة المرأة الأولى في الثمانينيات؛ تقديرًا لجهودها في العلم. أُدخلت قاعة الشهرة الوطنية للمرأة في عام 2019.